# Mike Floyd
Mike Floyd (* 26. September 1976) ist ein britischer Hammerwerfer.
2010 gewann er für England startend Bronze bei den Commonwealth Games in Neu-Delhi.
2008 wurde er Britischer Meister und 2010 Englischer Meister. Seine persönliche Bestleistung von 72,45 m stellte er am 20. August 2011 in Birmingham auf.